# Setge de Kanegasaki (1570)
El setge de Kanegasaki (金ヶ崎 の 戦い, Kanegasaki no Tatakai) va tenir lloc el 1570, durant la lluita d'Oda Nobunaga en contra del clan Asakura a la província d'Echizen. Kinoshita Hideyoshi, un dels principals generals de Nobunaga, va liderar l'atac contra la fortalesa. Després de la seva caiguda, l'exèrcit de Nobunaga va lluitar una important batalla a Anegawa.